# Marie Alexandra af Baden
Prinsesse Marie Alexandra af Baden (Marie Alexandra Thyra Victoria Louise Carola Hilda; 1. august 1902 – 29. januar 1944) var en tysk prinsesse af Baden, der gennem sit ægteskab med prins Wolfgang af Hessen var prinsesse af Hessen.

## Biografi
Prinsesse Marie Alexandra blev født den 1. august 1902 på Schloß Salem i Storhertugdømmet Baden som det ældste barn af Prins Max af Baden og Prinsesse Marie Louise af Hannover.
Prinsesse Marie Alexandra giftede sig den 17. september 1924 på Schloß Salem med sin fjerne slægtning Prins Wolfgang af Hessen, en yngre søn af Prins Frederik Karl af Hessen i hans ægteskab med Prinsesse Margarethe af Preussen. Der blev ikke født børn i ægteskabet.
Prinsesse Marie Alexandra blev under Anden Verdenskrig dræbt under et luftangreb på Frankfurt am Main den 29. januar 1944. Hun blev 41 år gammel.